# Ilija Despot
Ilija Despot (Zaostrog, 1885. július 20. — Split, 1970. november 28.) horvát költő és publicista.

## Életpályája
1904-ig a sinji ferences középiskolában tanult, 1911-ben Zárában végzett, majd teológiát hallgatott, de végül nem a papi pályáját választotta, hanem Zágrábban kezdett jogot tanulni. 1914–1919 között az USA-ban élt, ahol a horvát emigránsok oktatásának szentelte életét. Szerkesztője volt a Svjetlo (New York, 1915) című irodalmi újságnak és a Novi svijetnek (Gary, Indiana és Oakland, Kalifornia, 1916–1917). 1920-ban hazatért és lediplomázott, valamint jogi doktorátust szerzett. Eleinte a zágrábi járásbíróság jegyzője (1921-22), majd ügyvéd (1924–27), aztán a kőrösi kerületi bíróság bírája (1927–28), később pedig a šibeniki városi önkormányzat titkára (1928–33) volt. A második világháború alatt Splitben és Komižában dolgozott, ezt követően Splitben volt középiskolai tanár (1945–50), majd a makarskai Városi Könyvtár könyvtárosa (1951–53), végül 1956-tól 1957-es nyugdíjazásáig mint ügyvéd tevékenykedett.
Irodalmi pályafutását 1901-ben kezdte, majd költészettel, karikatúrákkal, útleírásokkal, kultúrtörténeti cikkekkel és életrajzi tanulmányokkal jelentkezett horvát emigránsokról, tengerészekről és írókról.

## Művei
- Drhtaji duše. Zagreb, 1912.
- Duša. Zagreb 1914.
- Iseljenoj Hrvatskoj. Pittsburgh, 1914.
- Na ugaru. Zagreb, 1914.
- Nad grobom majke. Pittsburgh, 1917.
- Kidanje. Zagreb, 1926.
- Sedam poslanica u stihu. Omiš, 1969.